# سيزوتريجين
سيزوتريجين هو دواء يستعمل في علاج الألم، فهو دواء مسكن ذو جزيء صغير ليس من أشباه الأفيونيات، حصل على ترخيص وكالة الغذاء والدواء الأمريكية في يناير 2025.